# Nautilocalyx melittifolius
Nautilocalyx melittifolius är en tvåhjärtbladig växtart som först beskrevs av Carl von Linné, och fick sitt nu gällande namn av Wiehler. Nautilocalyx melittifolius ingår i släktet Nautilocalyx och familjen Gesneriaceae. Inga underarter finns listade i Catalogue of Life.

## Bildgalleri

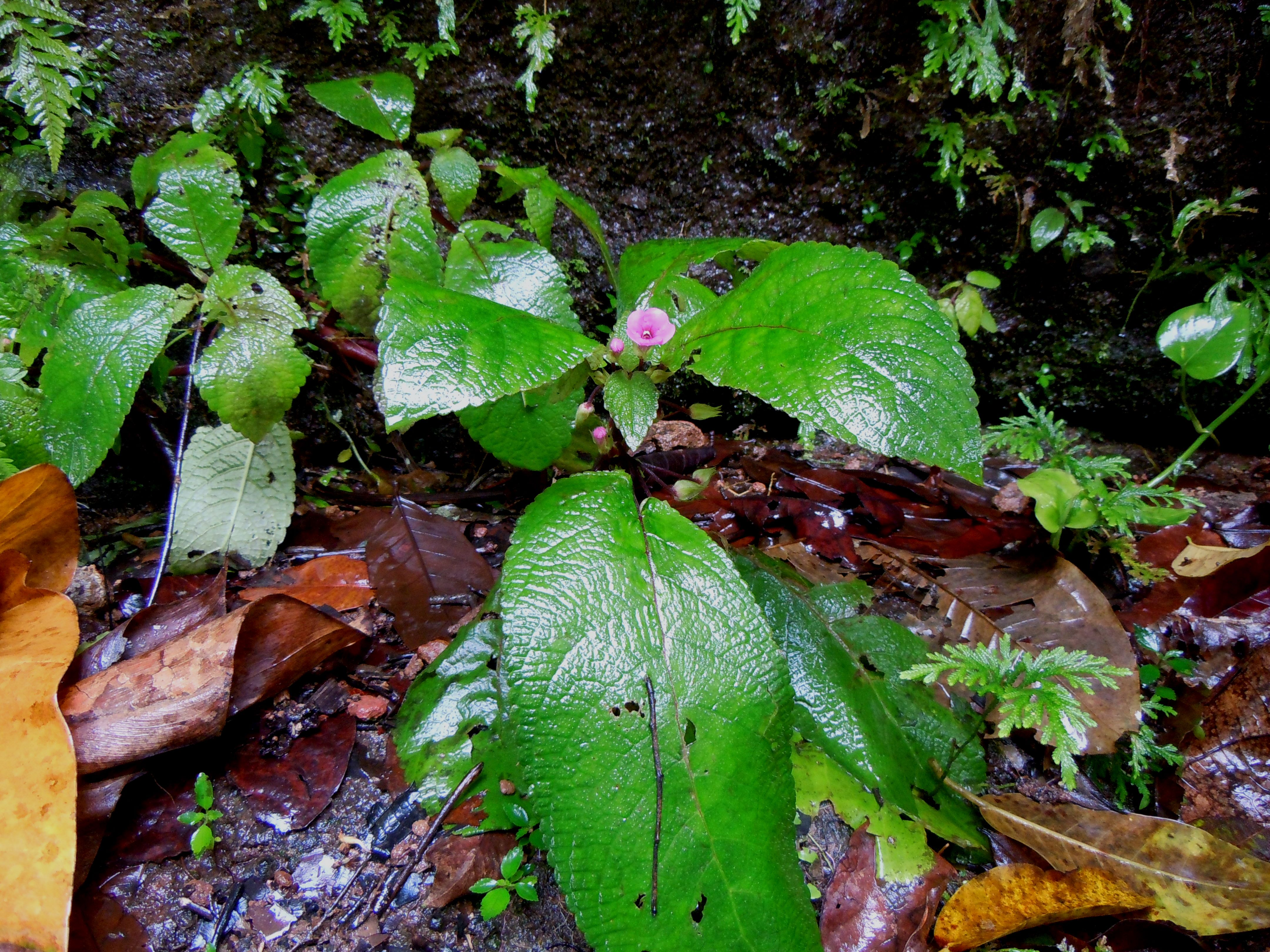
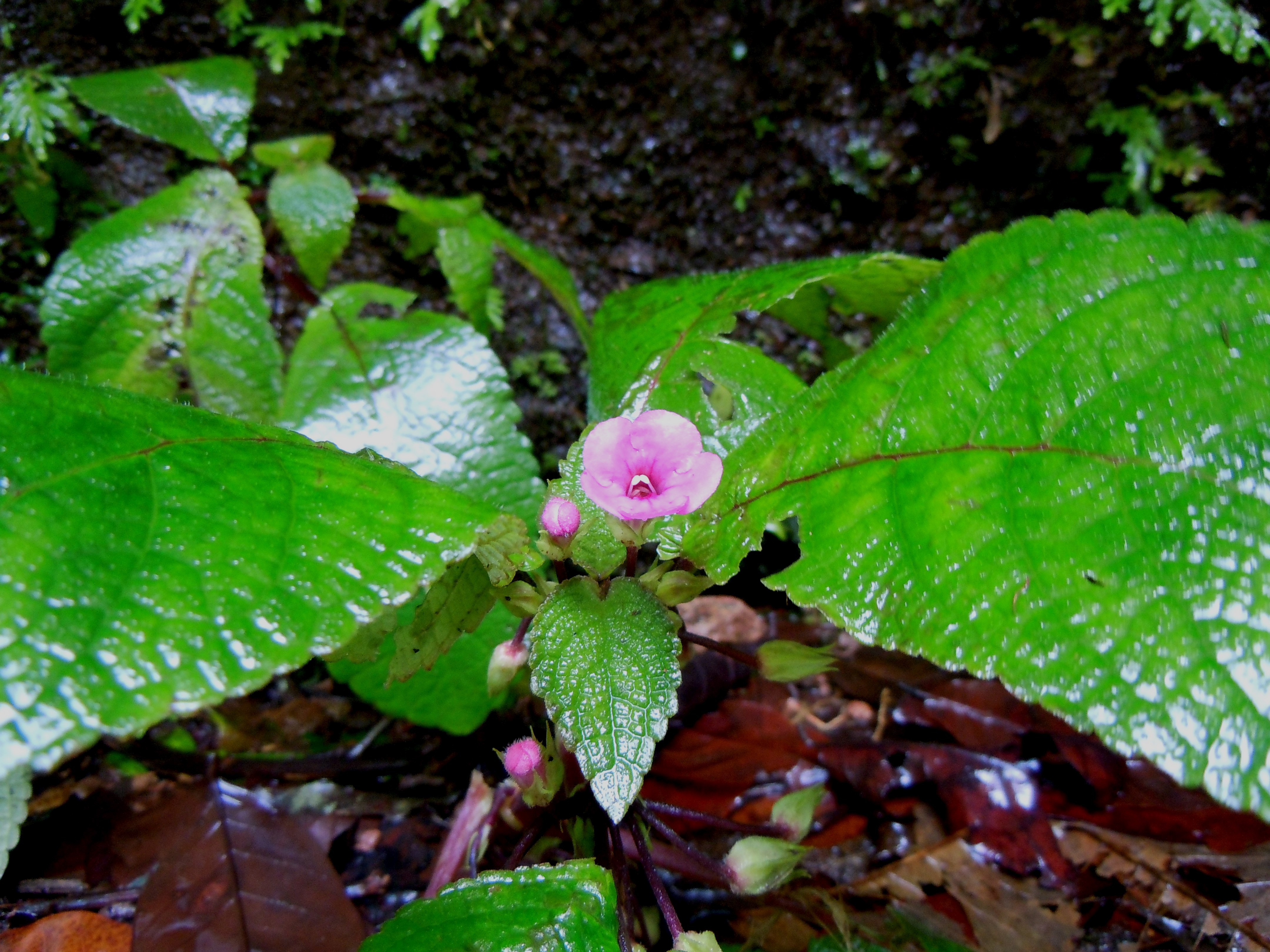